# Еусебіо Ескобар
Еусебіо Ескобар (ісп. Eusebio Escobar, нар. 2 липня 1936) — колумбійський футболіст, що грав на позиції нападника.
Виступав, зокрема, за клуби «Депортіво Калі», «Депортіво Перейра» та «Індепендьєнте Медельїн», а також національну збірну Колумбії.

## Клубна кар'єра
У дорослому футболі дебютував 1954 року виступами за команду «Депортіво Калі», в якій провів два сезони, взявши участь у 19 матчах чемпіонату. Згодом з 1956 по 1958 рік грав у складі команд «Атлетіко Букараманга», «Америка де Калі» та «Депортіво Манісалес».
Своєю грою за останню команду привернув увагу представників тренерського штабу клубу «Депортіво Перейра», до складу якого приєднався 1959 року. Відіграв за команду з Перейри наступні шість сезонів своєї ігрової кар'єри. Більшість часу, проведеного у складі «Депортіво Перейра», був основним гравцем атакувальної ланки команди. У складі «Депортіво Перейра» був одним з головних бомбардирів команди, маючи середню результативність на рівні 0,56 гола за гру першості.
1964 року став гравцем клубу «Індепендьєнте Медельїн», у складі якого провів наступні два роки своєї кар'єри гравця. Граючи у складі «Індепендьєнте Медельїн» також здебільшого виходив на поле в основному складі команди.
Протягом 1965—1968 років захищав кольори клубів «Депортіво Перейра», «Депортес Кіндіо» та «Атлетіко Насьйональ».
Завершив ігрову кар'єру у команді «Депортіво Перейра», у складі якої вже виступав раніше. Повернувся до неї 1969 року, захищав її кольори до припинення виступів на професійному рівні у 1969. Ескобар є одним із найкращих бомбардирів за всю історію колумбійської ліги, забивши 159 голів.

## Виступи за збірну
30 квітня 1961 року дебютував в офіційних матчах у складі національної збірної Колумбії. Другий та останній раз у збірній з’явився через тиждень у матчі-реванші.
Наступного року у складі збірної був учасником чемпіонату світу 1962 року у Чилі, але на поле не виходив.